# Le Mont-Saint-Michel

Die Insel Mont Saint-Michel bei Nacht

Le Mont-Saint-Michel [lə mɔ̃ sɛ̃ miʃɛl] ist ein Dorf und eine Gemeinde mit 23 Einwohnern (Stand 1. Januar 2022) im französischen Département Manche in der Region Normandie. Die Gemeinde besteht aus der felsigen Insel Mont Saint-Michel in der Bucht des Mont-Saint-Michel im Wattenmeer der Normandie und Anteilen am Festland. Die Insel, die nach dem Erzengel Michael benannt ist, ist etwa einen Kilometer von der Küste entfernt. Bei einem Umfang von rund 830 m ist sie nur etwa 55.000 m² groß; die Gemeindefläche beläuft sich auf insgesamt 4 km². In der Nähe befinden sich die Mündung des Couesnon, die Stadt Avranches und die Grenze zur Bretagne. Die Landschaft heißt Avranchin.

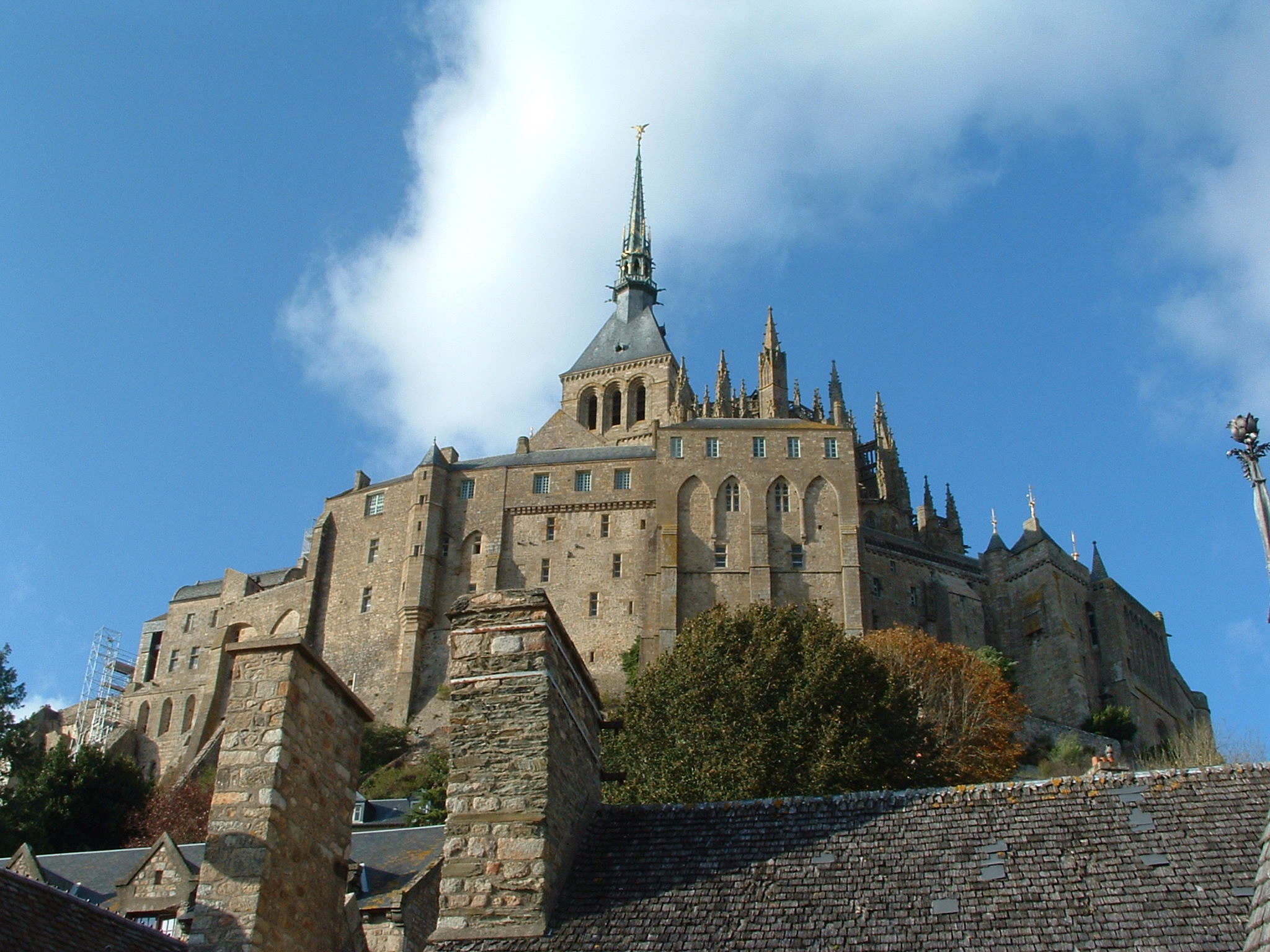
Südseite des Bergs

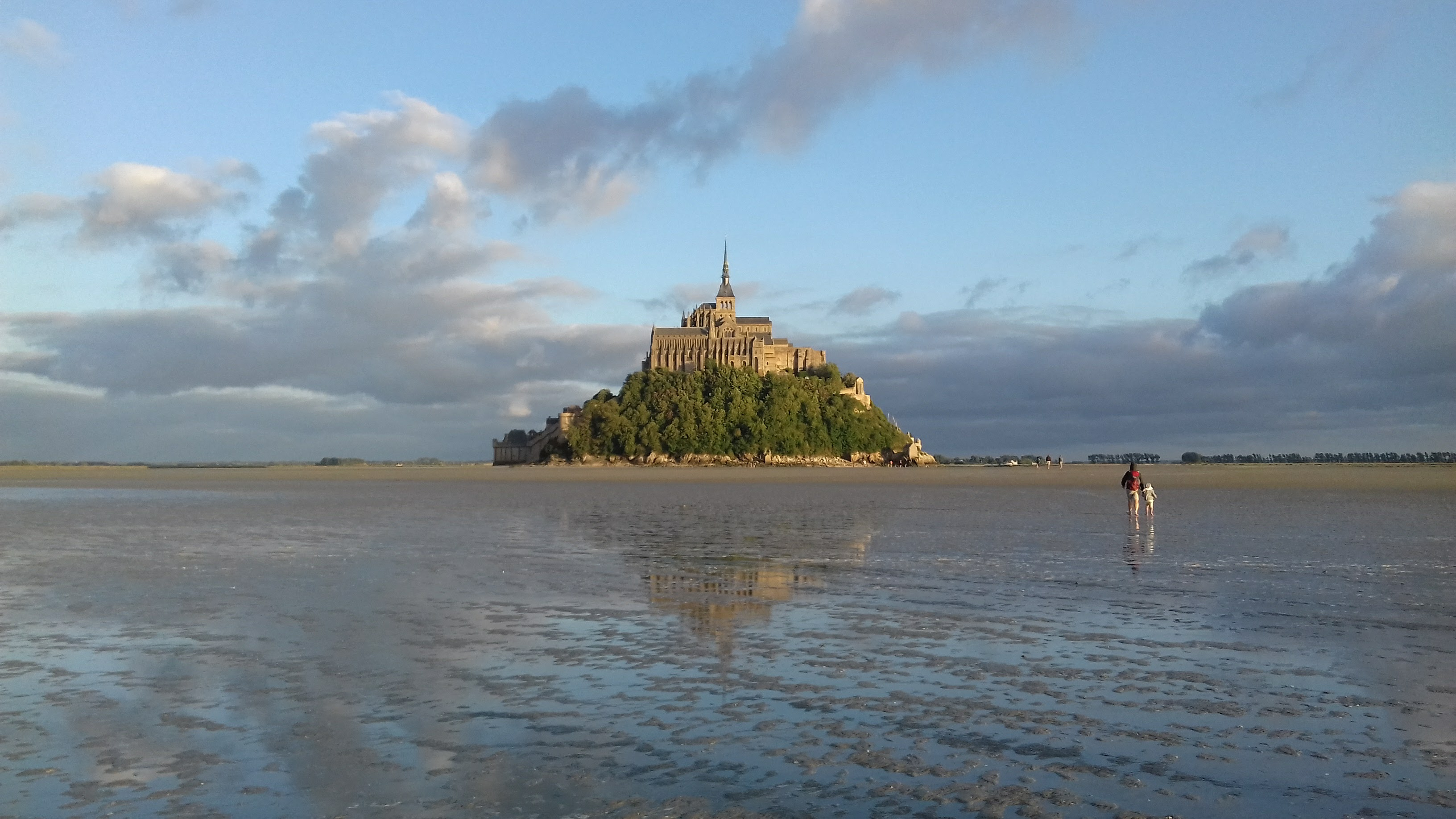
Nordseite des Bergs, umgeben vom Watt

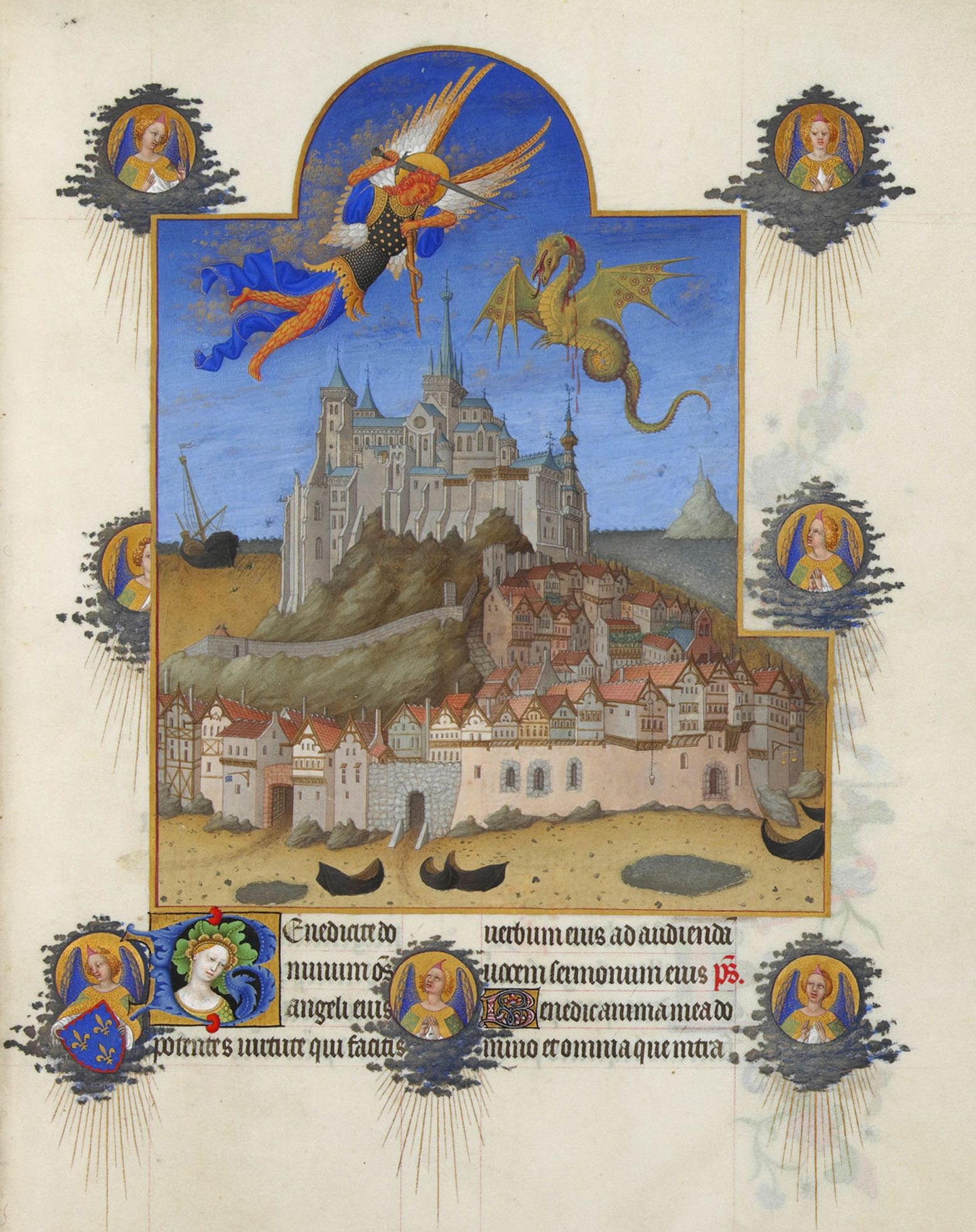
Buchmalerei aus den Très Riches Heures du Duc de Berry um 1415

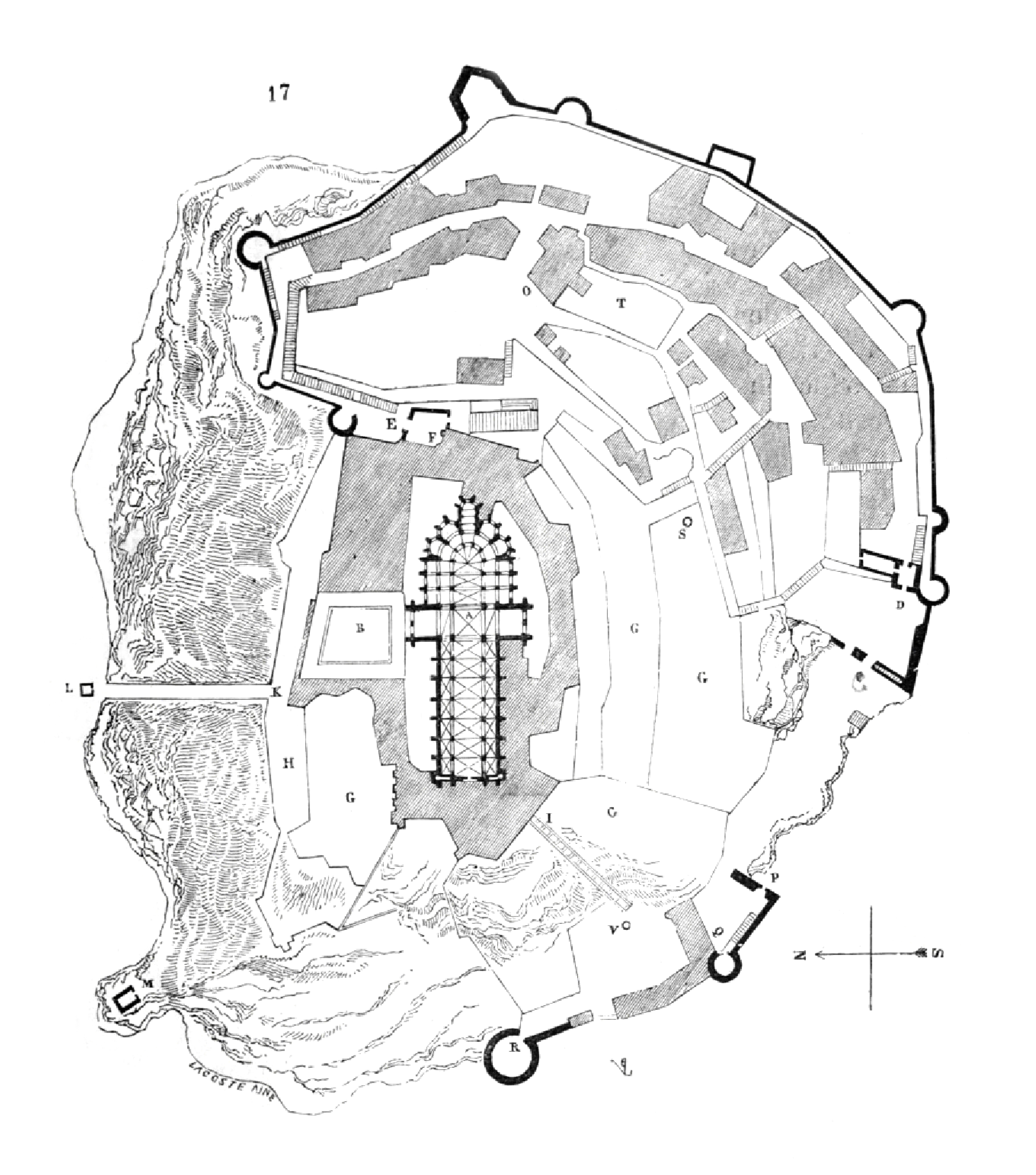
Plan der Insel

Die ohne Bauten 92 Meter hohe Insel ist bekannt für die Abtei Mont-Saint-Michel. Die befestigte Abtei dominiert die kleine Insel und ist ein Beispiel für den normannischen Baustil (Beginn um 1022). Im Kloster lebten bis in die 1960er Jahre Benediktiner, seit 2001 Ordensleute der Gemeinschaften von Jerusalem, die dort gemeinsam mit der Gemeinschaft Sankt Martin die Wallfahrtsseelsorge betreuen.
Der „Mont“ hat sich zu einer großen Touristenattraktion entwickelt, er wird jährlich von etwa 2,3 Millionen Menschen besucht. Seit 1979 gehören der Berg und seine Bucht zum Weltkulturerbe der UNESCO. In noch geringem, aber wachsendem Umfang wird er auch wieder von Pilgern besucht, unter anderem auch von Pilgern auf dem Jakobsweg. Er ist deshalb seit 1998 auch Teil des Welterbes Wege der Jakobspilger in Frankreich.

## Geschichte

### Namenserläuterung
Vor der Errichtung des ersten Sakralbaus im 10. Jahrhundert trug die Insel den Namen Mont-Tombe (Grabesberg). Die Bewohner der Umgebung erklären diesen Namen mit dem Ausdruck für die Bergform, die grabähnlich aussieht. Dies stimmt überein mit indo-europäisch tum (Erhebung), woraus dann tumba bzw. tumulus wurde. Tombelaine, der Name der kleinen, etwas nördlich gelegenen Insel, ist die Verkleinerungsform von Mont-Tombe. Erst nach dem Bau eines Klosters, das dem heiligen Michael geweiht wurde, erhielt der Berg, auf dem die Abtei sich entwickelte, dessen Namen.

### Vom 9. bis zum 15. Jahrhundert
Nach der Legende erschien 708 der Erzengel Michael dem Bischof Aubert von Avranches mit dem Auftrag zum Bau einer Kirche auf der Felseninsel. Aber der Bischof folgte der mehrfach wiederholten Aufforderung nicht, bis der Engel ihm während des Schlafs mit seinem Finger ein Loch in den Schädel brannte (Der Schädel von Aubert mit dem Loch wird in der Kirche St-Gervais-et-St-Protais in Avranches aufbewahrt; medizinhistorischen Untersuchen zufolge wurde hier eine zerebrale Zyste durch Trepanation behandelt. Die Zuordnung des Schädels zu dem genannten Bischof wird für wahrscheinlich gehalten.) Im Zeitraum 708–710 ließ Aubert ein erstes Sanktuarium zu Ehren des heiligen Michael auf dem Berg errichten. Der noch heute bestehende Brunnen Saint-Aubert trägt seinen Namen.
In der Zeit, als der Mont Saint-Michel zu Neustrien gehörte, war er auch ein strategisch wichtiger Platz für die fränkischen Könige und später eine Festung der Marche de Neustrie (Grenze Neustriens). Seit den ständigen Angriffen der Wikinger überließ der König die Halbinsel Cotentin und den Avranchin (zusammen mit dem Mont) infolge des Vertrages von Compiègne 867 dem bretonischen Herzog. Die Bretonen waren weniger bedrohlich als die Wikinger geworden und erzielten bedeutende Erfolge in ihrem Kampf gegen die Nordmänner. Das war der Beginn der kurzen bretonischen Geschichte des Monts.
Im Jahr 933 annektierten die Normannen die Halbinsel Cotentin, wodurch der Mont strategisch noch bedeutsamer nun an der Grenze zur Bretagne lag. Eine erste Kirche im vorromanischen Stil wurde errichtet, und die festungsartige Insel widerstand den Raubzügen der Wikinger. 965/966 gründete eine Gruppe von Benediktinermönchen das Kloster. In den folgenden Jahrhunderten finanzierten Herzöge und Könige die großartige Architektur des Klosters. Im Jahr 1017 begann Abt Hildebert II. mit dem Ausbau als zentrale Klosteranlage, die erst 1520 beendet wurde. Von 1023 bis 1084 entstand eine erste romanische Abteikirche.
Im 12. Jahrhundert war die Abtei Ziel großer Pilgerströme. Sie verfügte über große Macht und bedeutenden Einfluss, was sich auch in der Gründung zahlreicher Tochterabteien niederschlug, so z. B. St Michael’s Mount in Cornwall. Die Normandie kam zum französischen Königreich, und Philippe Auguste, König von Frankreich, ermöglichte im 13. Jahrhundert den Ausbau des Klosters im gotischen Stil (das Gebäudeensemble La Merveille). Die Abtei hatte bedeutende Äbte, wie Robert von Torigni (um 1110–1186). Sie hatte aber auch eine Reihe von Äbten, die sie als Kommende erhalten hatten und regelrecht ausplünderten. Der auf diese Weise eingeleitete Niedergang setzte mit dem Hundertjährigen Krieg ein. Der Mont Saint-Michel wurde von den Engländern, die sich 1423 auf der Insel Tombelaine festgesetzt hatten, bis ins Jahr 1434 belagert. Er konnte zwar zu keinem Zeitpunkt eingenommen werden, aber vor allem die Ortschaft wurde durch die englische Artillerie fast vollständig zerstört. Trotzdem zog das Kloster in der Mitte des 15. Jahrhunderts weiterhin Pilger an. Ein Phänomen sind die zahlreichen Kinderwallfahrten aus Deutschland in den Jahren um 1456 bis 1458. Allein aus der süddeutschen Reichsstadt Schwäbisch Hall zogen 1458 etwa 100 Knaben zum Mont Saint-Michel. 1469 wurde die Abtei Sitz des neu gegründeten Ritterordens Ordre de Saint-Michel.
Noch im Jahr 1520 wurde der Chor der Abteikirche im spätgotischen Stil (Flamboyant) fertiggestellt, aber in der Folge der Reformation und im Ergebnis der anderen Umwälzungen der Neuzeit ging es mit dem Mont Saint-Michel bergab. 1790 verließen die Benediktiner das Kloster (erst 1969 kehrten die Mönche zurück). Im Zusammenhang mit der Französischen Revolution wurde die Abtei in ein Gefängnis umgewandelt, das ursprünglich für Regimegegner aus den Reihen des Klerus gedacht war. Der Berg erhielt den Namen Mont-Libre, was dem Verwendungszweck zweifellos Hohn sprach. Zwischen 15.000 und 18.000 Menschen saßen hier ein, darunter auch politische Häftlinge wie Raspail und Barbès.

### Vom 16. bis zum 20. Jahrhundert

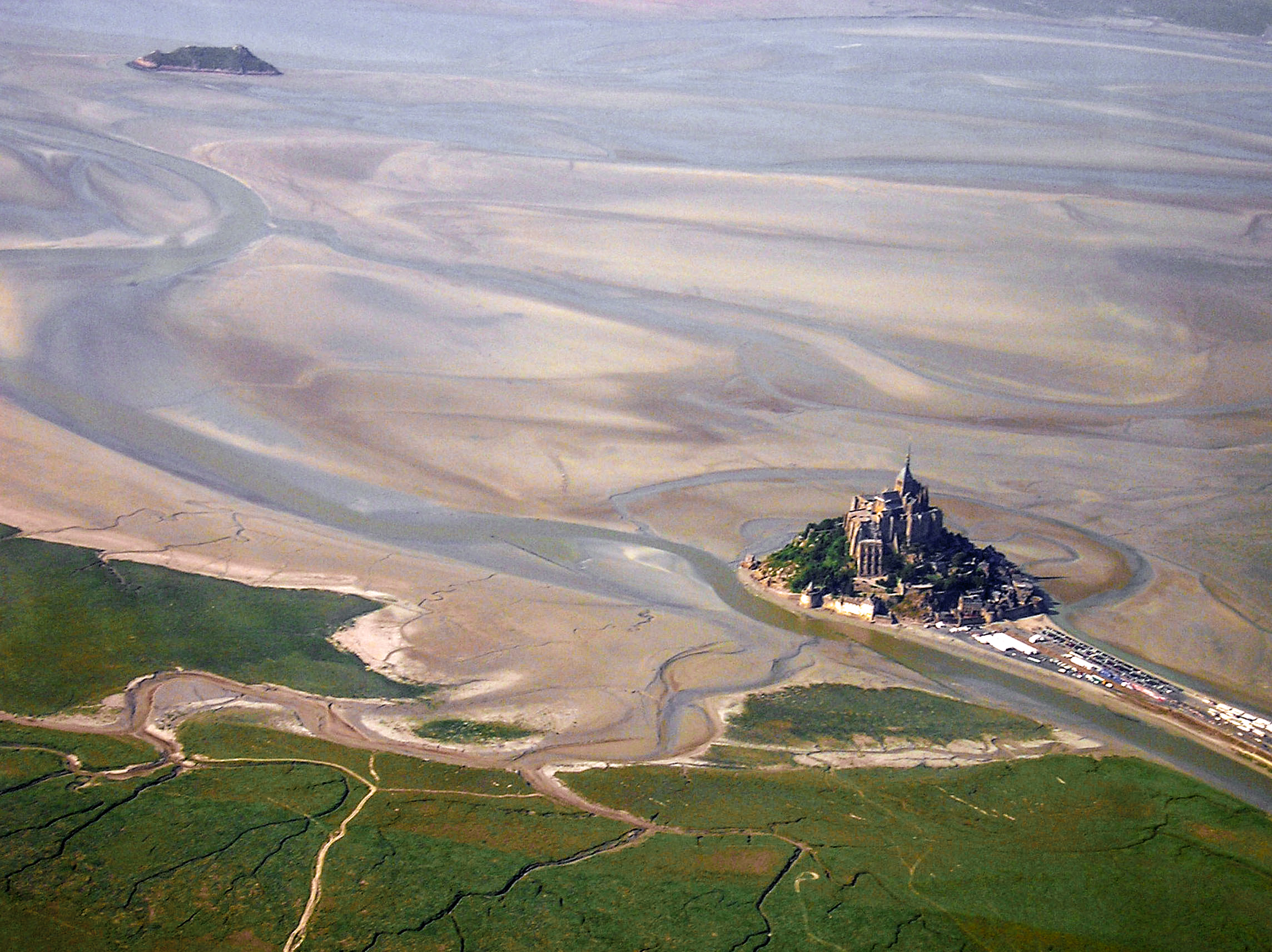
Mont Saint-Michel und Tombelaine aus der Luft (2006)

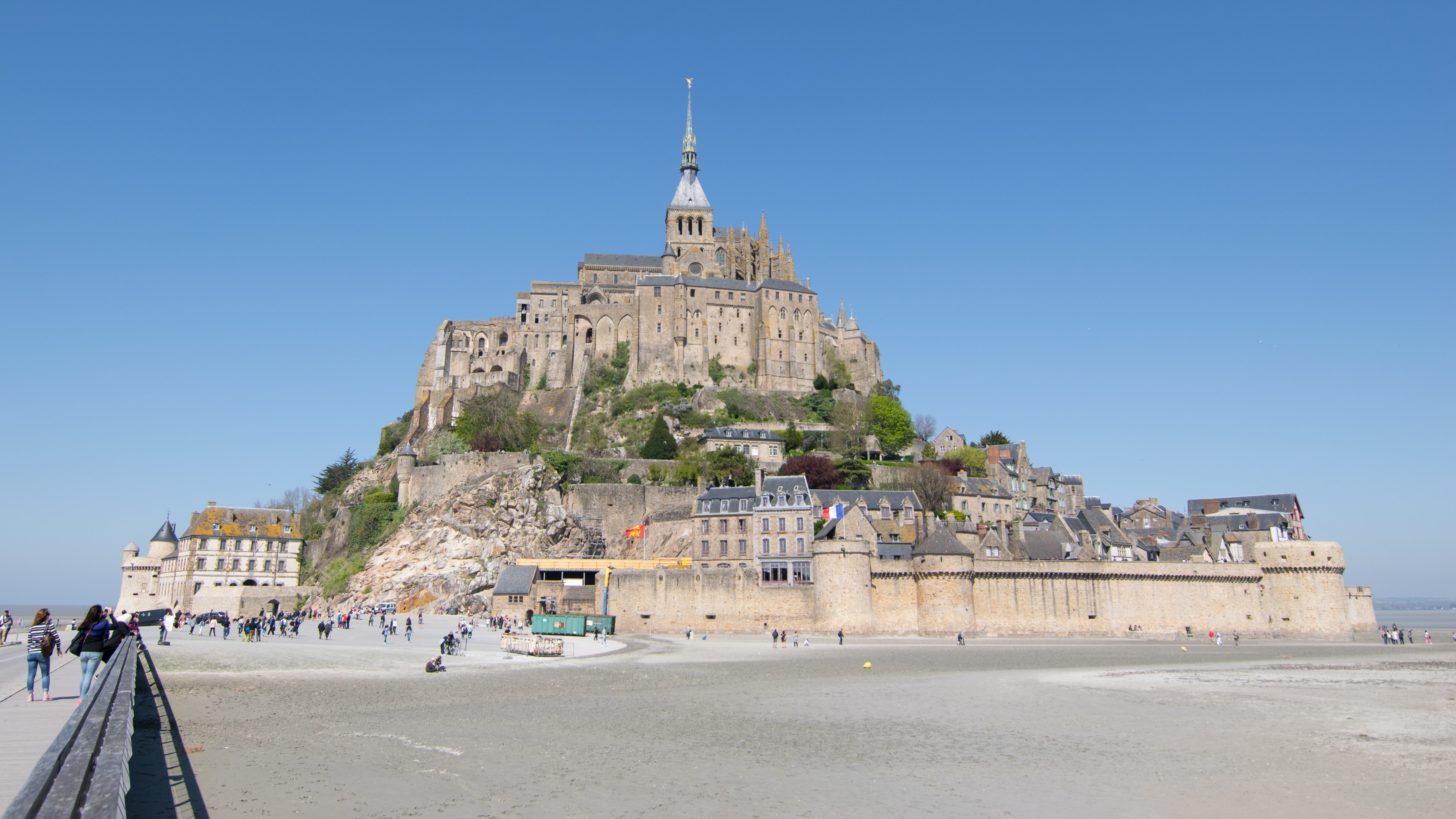
Mont-Saint-Michel von der Brücke aus gesehen

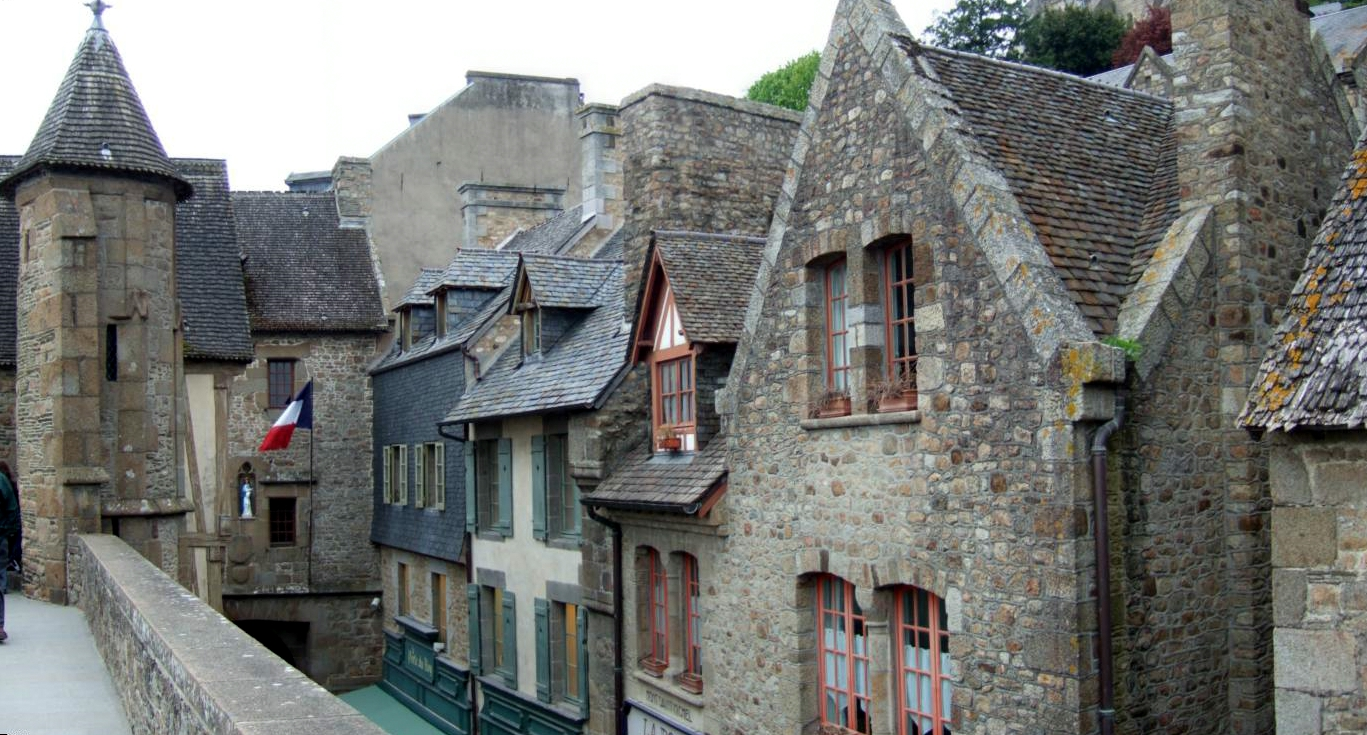
Dorf unterhalb des Klosters

Während der Mont über die Jahrhunderte zu einem herausragenden Ziel für Pilger in Europa geworden war, und als Kloster mit Skriptorium weit über die Normandie hinaus Wirkung entfaltet hatte, verlor er nun die spirituelle Bedeutung sowie seinen Einfluss als Pilgerort. Er erhielt den Ruf eines der abscheulichsten Gefängnisse Frankreichs und wurde gemieden. Damit hatte der Mont seinen Tiefpunkt erreicht; viele Bauten zerfielen oder waren teilweise bereits Ruinen, die Bevölkerung der Ortschaft verarmte, und der Fortbestand des Mont insgesamt war akut gefährdet.
Zu diesem Zeitpunkt, ab 1836, begann sich eine Bewegung um Victor Hugo für die Wiederherstellung des ihrer Meinung nach architektonischen Schatzes von nationalem Rang einzusetzen. Die Romantik hatte den Mont entdeckt. Sie verherrlichte ihn in Gedichten, Romanen und Gemälden und machte ihn auf diese Weise wieder und zudem in einem neuen, positiven Licht bekannt. 1863 erfolgte die Schließung des Gefängnisses. Im Jahr 1874 wurde der Mont Saint-Michel zum nationalen Denkmal (Monument historique) erklärt. Zur Erhaltung der Bauten gründete sich die staatliche Organisation Caisse Nationale des Monuments historiques et des Sites, in deren Auftrag herausragende Fachleute arbeiteten. Außerdem stellte diese Organisation jahrzehntelang die erforderlichen finanziellen Mittel bereit; sie besaß auch über zwei Weltkriege hinweg anhaltende Beharrlichkeit, um die Ausführung der Arbeiten zu veranlassen und zu begleiten.
Eugène Viollet-le-Duc befasste sich 1872 mit dem Projekt einer umfassenden Restaurierung sowohl der Abteigebäude als auch der Ortschaft und der Befestigungsanlagen. Dazu wurde einer seiner Schüler, der Architekt Edouard Corroyer, beauftragt, den Zustand der Bauten zu analysieren und die konkreten Restaurierungsarbeiten vorzubereiten. Auf Corroyer, der von 1872 bis 1888 am Mont arbeitete, folgten weitere Architekten, welche die Arbeiten – bis auf den heutigen Tag – fortführten, die einen nur wenige Jahre lang, andere 20 bis 25 Jahre, also den Hauptteil ihres Berufslebens lang.
Ursprünglich war die Insel nur bei Niedrigwasser von der Küste zu erreichen. Um 1877 wurde ein Damm begonnen, über den eine Straße die Insel gezeitenunabhängig mit der Küste verband. 1879 erfolgte die Fertigstellung. Der Bau des Dammes, der die natürlichen Meeresströmungen unterbrach, führte zu stetiger Versandung der Bucht. Zudem wurden jahrhundertelang Küstengebiete trockengelegt, um Ackerland zu schaffen. Die Kanalisierung des Flusses Couesnon, der in die Bucht mündete, verstärkte diese Entwicklung, so dass der Inselcharakter des Mont Saint-Michel immer mehr verloren ging.

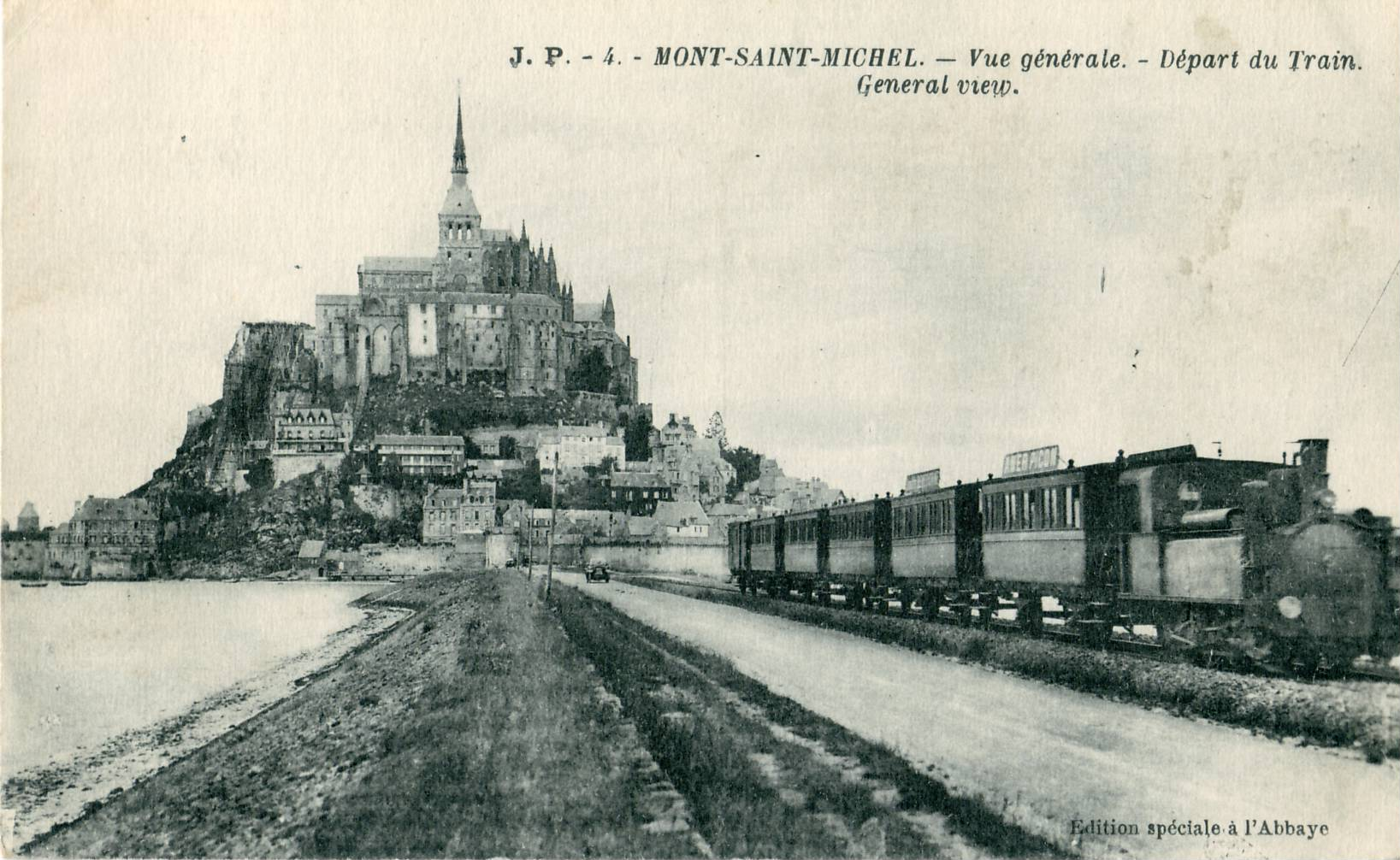
Mont Saint-Michel zur Zeit der Eisenbahnverbindung von Pontorson

Von 1901 bis etwa 1939 wurde auf dem Damm neben der Straße eine Dampfeisenbahn (siehe Bahnstrecke Pontorson–Mont-Saint-Michel) betrieben; 1944 wurden die Gleise wieder entfernt.
Seit 1966, dem Jahr der Jahrtausendfeier des Klosters auf dem Mont-Saint-Michel, gibt es dort wieder Ordensleute. Die Brüder und Schwestern der Gemeinschaften von Jerusalem leben im nach Süden gelegenen Abtgebäude, die gesamte Klosteranlage blieb jedoch in staatlicher Hand. Für die Wallfahrtsseelsorge verantwortlich ist seit 2022 die Gemeinschaft Sankt Martin.

### Seit Beginn des 21. Jahrhunderts

Parkplatz für den Berg (2003)

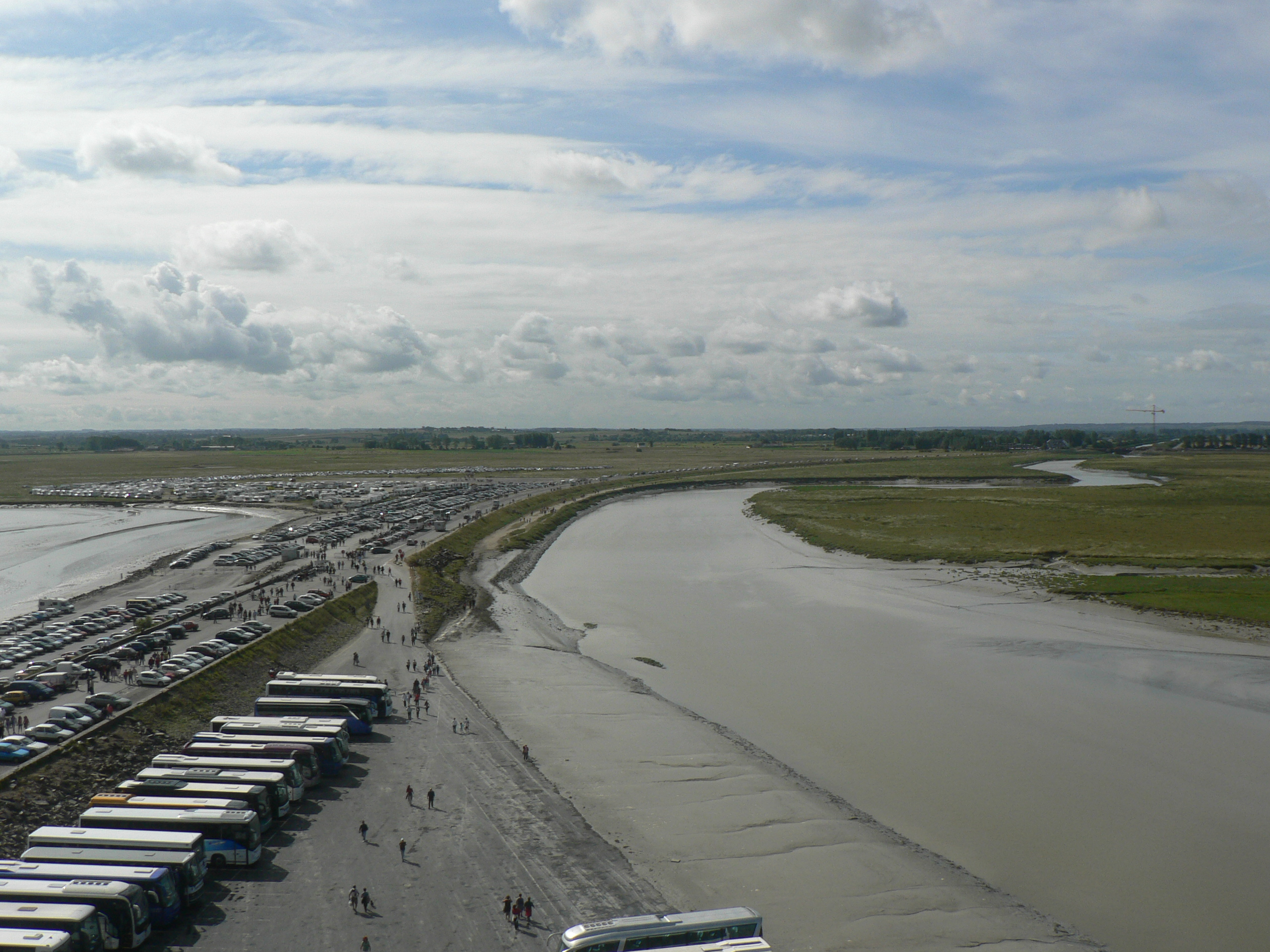
Blick vom Berg über Damm und Couesnon in Richtung Festland, vor Beginn der Umbauarbeiten (2007)

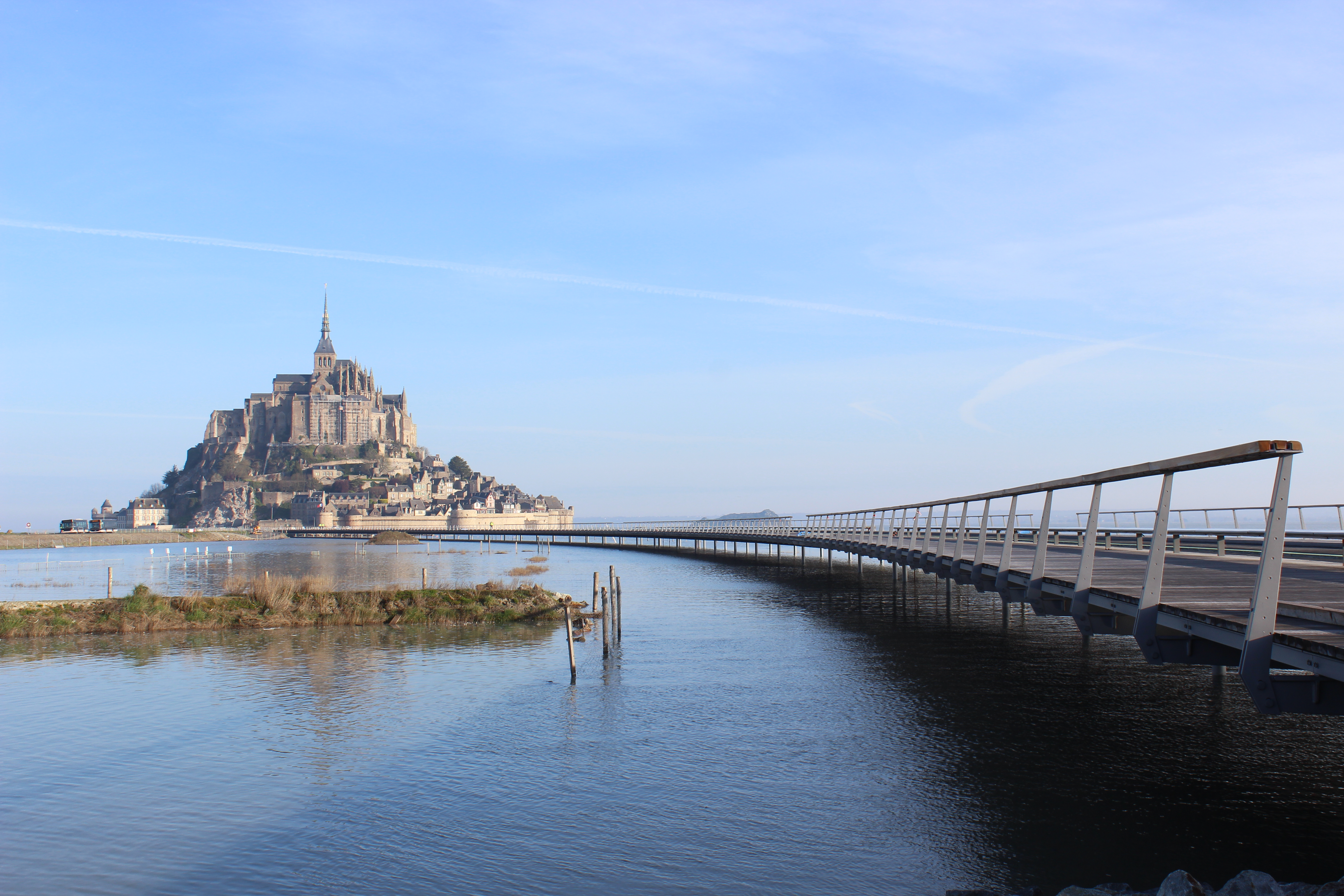
Neuer Steg zum Mont Saint-Michel (2014)

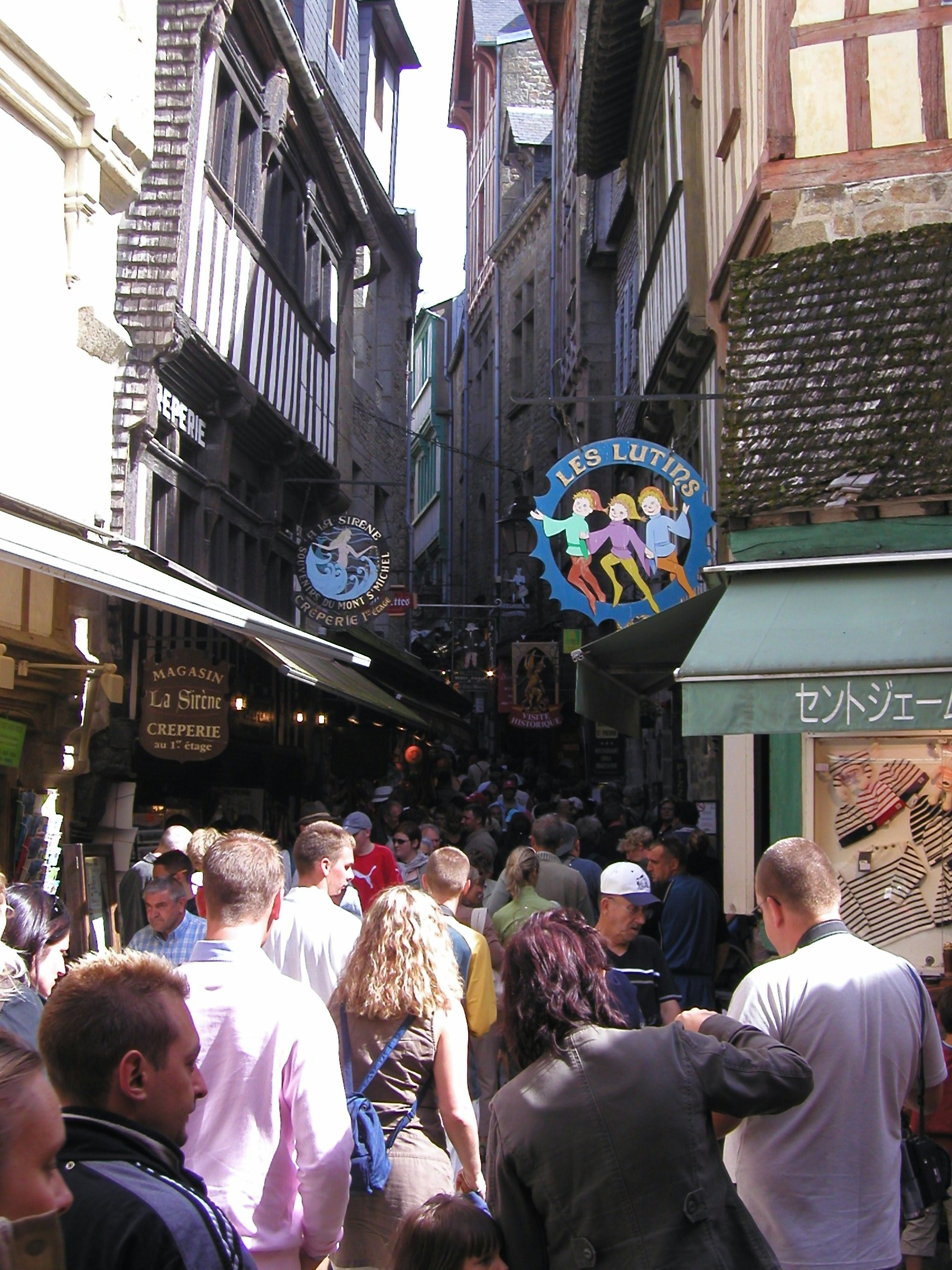
Besucherandrang in der Grande Rue

Um den stetigen Andrang von Touristen und Pilgern besser ordnen zu können und die historischen Bauteile zu schützen, erfolgten zu Beginn des 21. Jahrhunderts etliche Umbauarbeiten wie Anlegen eines neuen großzügigen Parkplatzes, Errichten eines modernen und sicheren Fußweges vom Festland zur Insel. Hauptsächlich dienten die Umbauarbeiten einem besseren Schutz der Natur.
Frankreich entschloss sich, mit immensem Aufwand die Versandung der Bucht um den Mont vor der Küste der Normandie aufzuhalten. 2001 wurde ein Wettbewerb ausgeschrieben, eine neue Verkehrsverbindung zum Mont Saint Michel zu bauen. Diese sollte den alten Damm obsolet machen. Der Siegerentwurf des Büros Feichtinger Architects, der einen Stahlsteg geplant hatte, wurde umgesetzt. Zum Projekt gehörte auch ein Staudamm, der als Kraftwerk genutzt werden sollte. Der damalige Premierminister Dominique de Villepin gab am 16. Juni 2006 den Startschuss für die auf sechs Jahre angelegten Bauarbeiten, die 164 Millionen Euro kosteten.
Im Zentrum der Arbeiten stand bis 2008 der Bau eines Gezeitendamms an der Mündung des Flusses Couesnon. Die Sperre lässt bei Flut Meerwasser in das Flussbett fließen, das dann bei Ebbe durch Öffnen mit gehörigem Druck wieder abgelassen wird und Sand und Sedimente aus der Bucht trägt. Im Juli 2014 wurde die einen Kilometer lange, von Dietmar Feichtinger in gekurvter Linienführung entworfene Stelzenbrücke Jetée du Mont-Saint-Michel eröffnet. Die Brücke steht auf dünnen runden Stahlstützen in Abständen von zwölf Metern, die das Wasser frei unter der Brücke durchfließen lassen. Sie ersetzt den zwischenzeitlich abgetragenen Straßendamm. Die Stegbrücke endet auf einem dem Berg vorgelagerten Bereich, der aus Sedimenten aufgebaut ist, und nicht direkt am Berg. Dieser Bereich ist so konzipiert, dass er Überflutungen standhält. An etwa 70 Stunden im Jahr wird der Mont Saint-Michel dadurch wieder zu einer völlig isolierten Insel. All dies soll langfristig dazu beitragen, dass das Wasser besser aus der Bucht ablaufen kann bzw. die bereits angehäuften Sedimente dem Meer zurückgegeben werden. Nach etwa zehn Jahren soll die Wassertiefe in der Bucht damit durchschnittlich bei 70 Zentimeter gehalten werden und der Berg wieder eine richtige Insel werden. Die inselnahen Parkplätze wurden entfernt und durch neue, 2,5 km entfernte ersetzt, von denen Pendelbusse verkehren. Während der Bauarbeiten blieb das Monument geöffnet. Für den Transport der Touristen und Pilger vom Festland zur Insel werden als Pendelbusse Zweirichtungsfahrzeuge des Typs Contrac DES (Double End Steering) eingesetzt. Die Shuttlebusse halten 200 m vor dem Ende des Steges. Sie sind behindertengerecht, und auch die Mitnahme von Kinderwagen ist unproblematisch. Allerdings stellen Rollstühle und Kinderwagen auf dem Mont Saint Michel ein Problem dar. Aufgrund der engen, steilen Gassen und fehlender Aufzüge ist der Mont Saint Michel für Rollstuhlfahrer nicht geeignet. Als zusätzliche Ankunftshilfe stehen an den großen Parkplätzen auch Pferdewagen bereit, deren Benutzung nicht kostenfrei ist, die aber als willkommene nostalgische Ergänzung dienen.
Im Jahr 2023 wurde das Dorf Le Mont-Saint-Michel in die Liste der Villages Patrimoines aufgenommen.
Die Gezeitenkräfte in der Gegend um den Berg sind hoch; Victor Hugo sprach von Fluten „à la vitesse d’un cheval au galop“ („mit der Schnelligkeit eines galoppierenden Pferdes“). Zwischen höchstem und niedrigstem Wasserstand, dem Tidenhub, liegen bis zu 14 Meter. Mittelalterliche Pilger gaben der hoch über dem Meer aufragenden Abtei deshalb auch den Namen Mont-Saint-Michel au péril de la mer (lat. Mons Sancti Michaeli in periculo mari, „Mont Saint-Michel in den Gefahren des Meeres“), sie mussten schließlich noch ihren Weg durch die bei Niedrigwasser zurückgewichenen Fluten suchen.
Auch heute ist der Weg von der Küste über das Watt wegen der schnell kommenden Flut und Treibsänden immer noch gefährlich. Eine Wattnutzung ist nur mithilfe der ausgebildeten Guides erlaubt. Von Genêts an der Nordseite der Bucht vorbei an der unbewohnten Felseninsel Tombelaine gibt es geführte Wattwanderungen (7 km) zum Mont Saint-Michel. Alle 18 Jahre, wenn Sonne und Mond in einer Linie stehen, kommt es zu einem besonders hohen Tidenhub (um 15 Meter). So wurden am Tag nach der Sonnenfinsternis vom 20. März 2015 sogar Teile der neuen Stegbrücke überflutet.

## Bevölkerungsentwicklung
Die Einwohnerzahl der Gemeinde erfuhr Zuwächse und Abnahmen, wie folgende Übersicht zeigt. Von großem Einfluss war dabei das Kloster auf der Felsinsel, denn dort arbeiteten neben den Mönchen auch viele Dienstboten, die mit ihren Familien am Ufer wohnten.
| Jahr      | 1793 | 1806 | 1821 | 1851  | 1866 | 1896 | 1926 | 1946 | 1962 | 1975 | 1982 | 1990 | 1999 | 2011 | 2018 | 2021 |
| --------- | ---- | ---- | ---- | ----- | ---- | ---- | ---- | ---- | ---- | ---- | ---- | ---- | ---- | ---- | ---- | ---- |
| Einwohner | 234  | 282  | 904  | 1.152 | 203  | 230  | 247  | 186  | 132  | 114  | 80   | 72   | 46   | 43   | 30   | 25   |

## Bauwerke
Eine Vielzahl der Gebäude ist denkmalgeschützt und in der Liste der Monuments historiques in Le Mont-Saint-Michel eingetragen. Neben der weithin sichtbaren Abtei Mont-Saint-Michel ist vor allem die Stadtbefestigung Mont-Saint-Michel mit ihren Toren Porte de l’Avancée, dem Königstor und dem Boulevard-Tor sowie vielen Türmen wie dem Königsturm, dem Turm der Arkade, dem Turm Denis (nur als Fundament erhalten), dem Niedrigen Turm, dem Turm Boucle und dem Nordturm sowie dem Enceinte des Fanils mitsamt dem Turm Gabriel prägend für die Erscheinung des Mont-Saint-Michel. Katholische Kirche des Dorfs ist die Kirche St-Pierre, an der sich der ebenfalls denkmalgeschützte Friedhof Mont-Saint-Michel befindet. Auf dem Friedhof steht das Kriegerdenkmal Mont-Saint-Michel und das Croix de cimetière. Auch im eigentlichen Dorf gibt es eine Vielzahl von Baudenkmälern wie dem Hotel Saint-Pierre, Maison de l’Artichaut, Maison du Pot de Cuivre, Maison Les Terrasses, Vieux logis und der Villa Bellevue. Abseits des Orts, direkt an der Küste stehen die Kapelle St-Aubert sowie der Brunnen Saint-Aubert.
Als Bauwerk mit moderner Architektur ist die zurückhaltend gestaltete Brücke zum Mont Saint-Michel bemerkenswert.

## Partnerstädte
Mont St. Michel unterhält Partnerschaften mit den folgenden Kommunen:
- Hatsukaichi, Hiroshima, Japan, seit 16. Mai 2009
- Monte Sant’Angelo, Apulien, Italien, seit 5. Mai 2019

## Trivia
- An der Küste von Cornwall in England gibt es eine ähnliche Sehenswürdigkeit; den St Michael’s Mount, vor dem Ort Marazion gelegen.[16]
- Der Mont Saint-Michel kommt auch in der Artussage vor: Hier soll ein Riese gelebt haben, den Artus erschlug. Die Artussage wird oft mit dem Heiligen Gral in Verbindung gebracht und der Heilige Gral mit Mont Saint-Michel.
- In der Artus-Trilogie von Bernard Cornwell ist die Insel unter dem Namen Ynys Trebes Hauptstadt und letzte Bastion des britannischen Königreiches Benoic, das von den Franken erobert wird. Die Stadt wird beschrieben als ein Hort von Kunst und Schönheit, der sich mit Rom und Jerusalem messen könne, und in dessen Bibliotheken (vergessen und falsch klassifiziert) das geheime Wissen Britanniens aufbewahrt wird, insbesondere über den Ort, an dem der Heilige Gral (Kessel von Clyddno Eiddyn) versteckt sein soll. Historische Quellen dafür sind nicht bekannt (siehe auch nächsten Absatz).
- Für die Herr-der-Ringe-Verfilmung nach J. R. R. Tolkiens gleichnamigem Epos haben die Produktionsdesigner um Peter Jackson sich für die Konstruktion der Minas-Tirith-Modelle, Hauptstadt von Gondor, von Mont Saint-Michel inspirieren lassen.
- Mike Oldfield widmete auf seinem Album Voyager der Insel ein rund zwölf Minuten langes Instrumentalstück.[17]
- Der Verlag Drei Magier Spiele aus Uehlfeld entwickelte das Kinderspiel Mont Saint Michel, das auf der Insel handelt.[18]
- In dem Roman Das Waldröschen von Karl May, einem der bekanntesten Fortsetzungsromane des 19. Jahrhunderts, wird Graf Emanuel de Rodriganda auf dem Leuchtturm des Mont gefangengehalten.
- Der Verlag L’Instant Durable aus Clermont-Ferrand gab 1993 ein Kartonmodell des gesamten Inselkomplexes im Maßstab 1:500 auf 33 Bogen heraus.

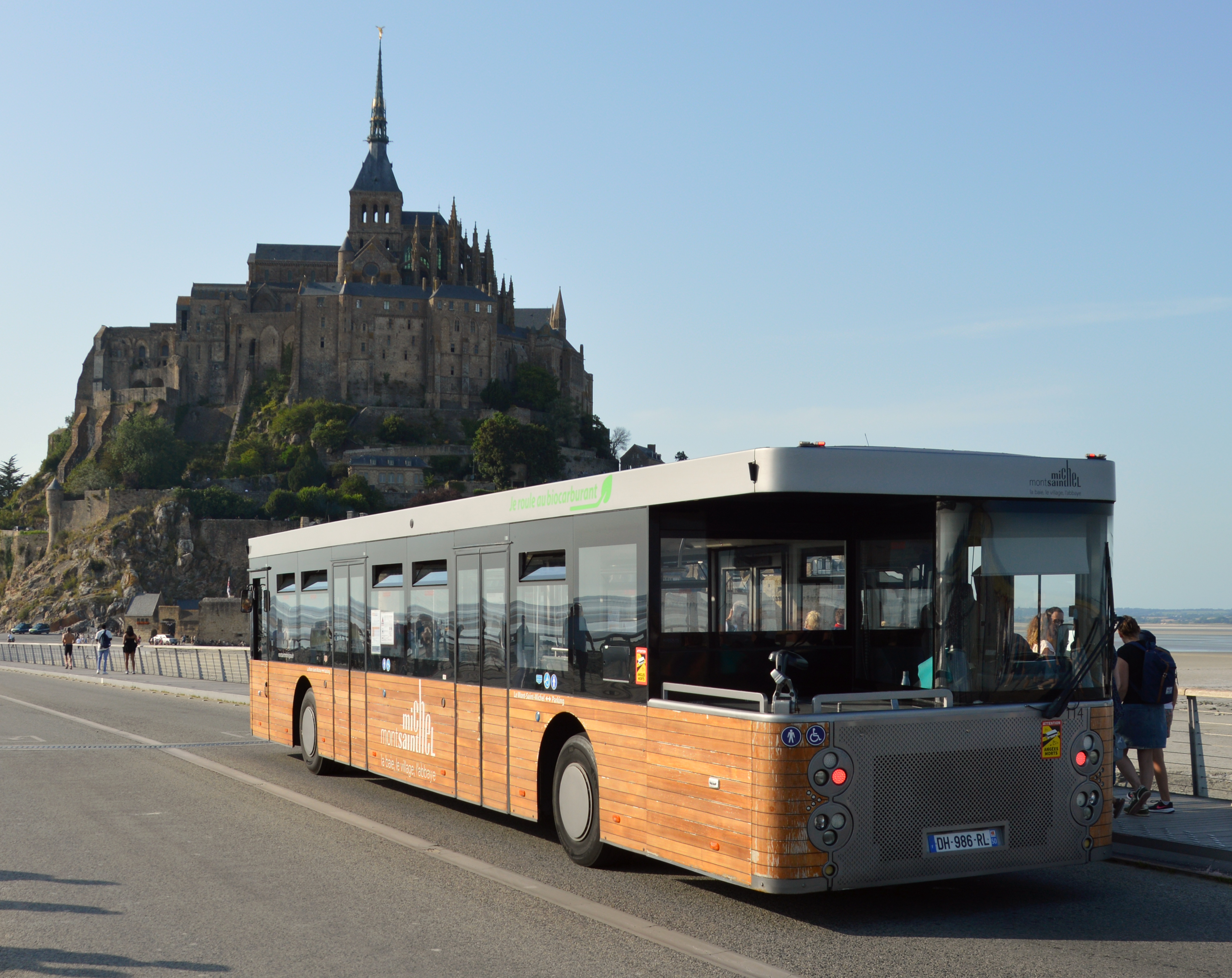
Zweirichtungsbus

- ZweirichtungsbusIm Computerspiel Sid Meyers Civilization VI ist der Mont St. Michel eines der mittelalterlichen Wunder.
- Der Turm der Erkenntnis in Pokémon X und Y basiert mutmaßlich auf dem Mont-Saint-Michel.[19]
- Am 2. Juli 2016 war der Mont Saint Michel Startpunkt der Tour de France.[20]
- Im Computerspiel Sniper Elite 5 ist der Spiellevel Nr. 3 „Beaumont-Saint-Denis“ dem Le Mont-Saint-Michel nachempfunden.[21]
- Um Touristen auf die Insel zu befördern, wurden bei Cobus aus Wiesbaden acht Zweirichtungsbusse beschafft, da die Wendemöglichkeit auf der kleinen Insel beschränkt sind.[22] Busse mit zwei Fahrständen gab es nur noch als Obus im belgischen Seraing.[23]

## Dokumentation
- Mont-Saint-Michel - Das rätselhafte Labyrinth. Regie: Marc Jampolsky, ARTE F, Frankreich, 88 Minuten, 2017